# ميكو يختونين (لاعب هوكي الجليد)
ميكو يختونين (بالفنلندية: Mikko Lehtonen)‏ هو لاعب هوكي الجليد فنلندي، ولد في 1 أبريل 1987 في إسبو في فنلندا.

## وصلات خارجية
- ميكو يختونين (لاعب هوكي الجليد) على موقع دوري الهوكي الوطني (الإنجليزية)
- ميكو يختونين (لاعب هوكي الجليد) على موقع دوري الهوكي للقارات (الإنجليزية)
- ميكو يختونين (لاعب هوكي الجليد) على موقع EliteProspects.com (الإنجليزية)
- ميكو يختونين (لاعب هوكي الجليد) على موقع Eurohockey.com (الإنجليزية)
- ميكو يختونين (لاعب هوكي الجليد) على موقع HockeyDB.com (الإنجليزية)
- ميكو يختونين (لاعب هوكي الجليد) على موقع Hockey-Reference.com (الإنجليزية)